# Robert Topala
Robert Nicholas Christian Topala (Suecia, 23 de febrero de 1987), más conocido como RobTop o RubRub, es un desarrollador y diseñador de videojuegos, animador, y músico sueco. Conocido por ser el creador de la serie de videojuegos de Geometry Dash.

## Primeros años
Nació el 23 de febrero de 1987 en Suecia. Creció jugando Super Mario Bros., entre otros videojuegos, por lo que se interesó en los videojuegos de plataformas.

## Historia
El 18 de diciembre de 2007, se asoció con dos amigos para crear la animación «Constant Struggle», en el sitio web Newgrounds, mencionó: «un proyecto divertido que incluso podría darme un poco de dinero». El 6 de junio de 2010, Robert Topala creó el videojuego de plataformas de web Bounce Ball Thingy, en Newgrounds, desarrollándolo mientras estaba en la universidad estudiando ingeniería civil que luego abandonó por interesarse más en la industria de los videojuegos.
El 7 de febrero de 2012, empezó a ser parte de la compañía de videojuegos, Rune Digital Games (también conocida como Rune Digital Handelsbolag). en el equipo de 3 personas se encontraba en fundador Niklas Dennerstäh y Daniel Rocque Bengtsson, ambos amigos/colegas de Robert. En ese mismo año se encontraban desarrollando el videojuego de plataformas de dispositivos móviles (iOS y Android) Forlorn , extrañamente ganó el Premio sueco de Videojuegos, de categoría «Mejor videojuego de móvil» de 2012, aunque este nunca se lanzó. En 2013 estaban desarrollando Kingdom Escape, pero eventualmente tampoco se lanzó.
Topala decidió trabajar en solitario fundando en 2013, RobTop Games, compañía dedicada a la producción, distribución y desarrollo de videojuegos. El primer videojuego producido por RobTop Games fue Boomlings, el cual fue un videojuego puzle lanzado el 5 de noviembre de 2012 para dispositivos móviles, la compañía siguió produciendo videojuegos, entre los cuales se incluyen Memory Mastermind (2013) y Boomlings MatchUp (2013).
El 29 de abril de 2013, se anunció el videojuego de plataformas Geometry Jump, más tarde su nombre fue cambiado a Geometry Dash, pues Apple no dejaba usar ese nombre. Fue desarrollado en cuatro meses con conocimientos básicos de código de programación, fue lanzado el 13 de agosto de 2013 para dispositivos móviles, y el 22 de diciembre de 2014 para la plataforma de distribución digital Steam (Microsoft Windows y macOS). Mencionó en una entrevista: «Realmente no hubo un plan detallado para Geometry Dash, simplemente comenzó con una pantalla de un cubo que podría estrellarse y saltar, a través de diferentes interacciones. Seguí agregando más y más funciones y opciones, hasta que el videojuego se sintió cómodo». Cuando se actualizó Geometry Dash a la actualización 1.9 el 9 de noviembre de 2014, este incluyó un sistema de música personalizada con soporte de Newgrounds.
Actualmente reside en Uppland. El 13 de marzo de 2017, Topala junto con Nicolae Topala fundaron Fäbodarna AB, compañía dedicada a poseer y administrar inmuebles, cría, procesamiento y venta de caballos deportivos, además del entrenamiento de actividades asociadas. Junto con los puestos de supervisión de Pär Tomas Randér.

## Videojuegos
| Año  | Videojuego             | Plataforma                                           | Rol                                     | En línea en las distribuciones digitales | Ref(s)        |
| ---- | ---------------------- | ---------------------------------------------------- | --------------------------------------- | ---------------------------------------- | ------------- |
| 2012 | Boomlings              | iOS, Android                                         | Distribuidor, desarrollador y diseñador | No                                       | [ 15 ] [ 16 ] |
| 2013 | Memory Mastermind      | iOS, Android                                         | Distribuidor, desarrollador y diseñador | No                                       | [ 8 ]         |
| 2013 | Boomlings MatchUp      | iOS, Android                                         | Distribuidor, desarrollador y diseñador | No                                       | [ 17 ] [ 9 ]  |
| 2013 | Geometry Dash          | iOS, Android, Steam (2014. Microsoft Windows, macOS) | Distribuidor, desarrollador y diseñador | Sí                                       | [ 12 ] [ 11 ] |
| 2013 | Geometry Dash Lite     | iOS, Android                                         | Distribuidor, desarrollador y diseñador | Sí                                       | [ 18 ]        |
| 2015 | Geometry Dash Meltdown | iOS, Android                                         | Distribuidor, desarrollador y diseñador | Sí                                       | [ 19 ] [ 20 ] |
| 2016 | Geometry Dash World    | iOS, Android                                         | Distribuidor, desarrollador y diseñador | Sí                                       | [ 21 ] [ 22 ] |
| 2017 | Geometry Dash SubZero  | iOS, Android                                         | Distribuidor, desarrollador y diseñador | Sí                                       | [ 23 ] [ 24 ] |